# Ondas no lineales
Las ondas son uno de los fenómenos físicos fundamentales de la naturaleza: las ondas sobre la superficie del agua y los terremotos, las ondulaciones en resortes, las ondas de luz, las ondas de radio, las ondas sonoras, etcétera.
En general, se acostumbra analizar a las ondas sonoras y de la luz como la suma de ondas sinusoidales simples. Este es el principio de superposición lineal. En contraste, cuando se observa cuidadosamente las ondas en la superficie del agua, se ve que para su descripción dicho principio no se puede aplicar, excepto cuando se presentan amplitudes pequeñas. El estudio de las ondas de amplitud pequeña en el agua fue uno de los principales tópicos de la física del siglo XIX. Durante mediados del siglo XX el estudio de muchos fenómenos no lineales, en donde no se satisface el principio de superposición, cobraron especial importancia; por ejemplo, los haces de láseres en la óptica y las ondas en plasmas exhiben fenómenos ondulatorios no lineales.
La importancia de tales fenómenos ha llevado a considerar a las ondas no lineales como entidades fundamentales de los fenómenos ondulatorios. Si las ondas que se propagan en un medio de respuesta no lineal y dispersivo son estables, se llaman solitones.
La historia de los solitones está íntimamente relacionada con la historia de la conducción del calor en medios materiales; además del estudio de la propagación de ondas en la superficie del agua.
En 1914, Debye se hacía la siguiente pregunta: ¿por qué los sólidos tienen conductividad térmica finita? Él mismo afirmaba que si el sólido se modelaba como una cadena unidimensional de osciladores no lineales, entonces los modos normales interactuarían debido a la no linealidad. El resultado neto daría como resultado un coeficiente de transporte finito en la ecuación de difusión, en tanto que la superposición de las fuerzas lineales interatómicas resultaría en una conductividad térmica infinita.
El problema anterior motivó que, a principios de 1950, Enrico Fermi, John R. Pasta y Stanislaw M. Ulam (FPU) en Los Álamos, llevaran al cabo experimentos numéricos en cadenas de osciladores con potenciales de interacción no armónicos. Pensaron que si la energía se colocaba en el modo de oscilación más bajo (modo de longitud de onda más largo), finalmente tomaría lugar la equipartición de la energía. El tiempo de relajación para que esto ocurriera proporcionaría una medida del coeficiente de difusión. Para la sorpresa de Fermi y sus colegas la energía del sistema no se "termalizó". Sólo una fracción de la energía se repartió entre los demás modos y, en un tiempo posterior, grande pero finito, casi la misma cantidad de energía de volvía a concentrar en el modo más bajo. Este se conoce en mecánica como un fenómeno de recurrencia, similar al que se observa en el movimiento de dos péndulos acoplados, en donde la energía de oscilación permanece en un modo cierto tiempo y después pasa a otro. Resulta que el tiempo de recurrencia para un número suficientemente grande de osciladores acoplados excede cualquier tiempo de observación física relevante y resulta en una conductividad térmica finita.
La explicación de este descubrimiento permaneció en un misterio hasta que Norman Zabusky y Martin Kruskal comenzaron a estudiar nuevamente este sistema a principios de 1960. El hecho de que sólo se "activaran" los modos de vibración de orden más bajo (longitud de onda larga), les condujo a proponer una aproximación continua del sistema discreto y estudiar la ecuación diferencial parcial llamada Ecuación de Korteweg-de Vries o KdV:
{\displaystyle {\frac {\partial u}{\partial t}}-6u{\frac {\partial u}{\partial x}}+{\frac {\partial ^{3}u}{\partial x^{3}}}=0}
Esta ecuación había sido obtenida en 1885 por D. J. Korteweg y Gustav de Vries en la descripción de la propagación de ondas de longitud de onda larga, en agua poco profunda (canales). A partir de un estudio numérico detallado de la ecuación, Zabusky y Kruskal hallaron que ésta admite soluciones estables en el sentido de que las ondas pueden interactuar y preservar sus perfiles y velocidades iniciales después de la colisión.